# Hermann Althof
Hermann Althof (* 3. Juni 1854 in Detmold; † 2. Mai 1906 in Weimar) war ein deutscher Germanist, Lehrer und Kunstsammler. Er beschäftigte sich intensiv mit der Übertragung mittelalterlicher Texte und dem historischen Kontext ihrer Entstehung.

## Leben und Werk

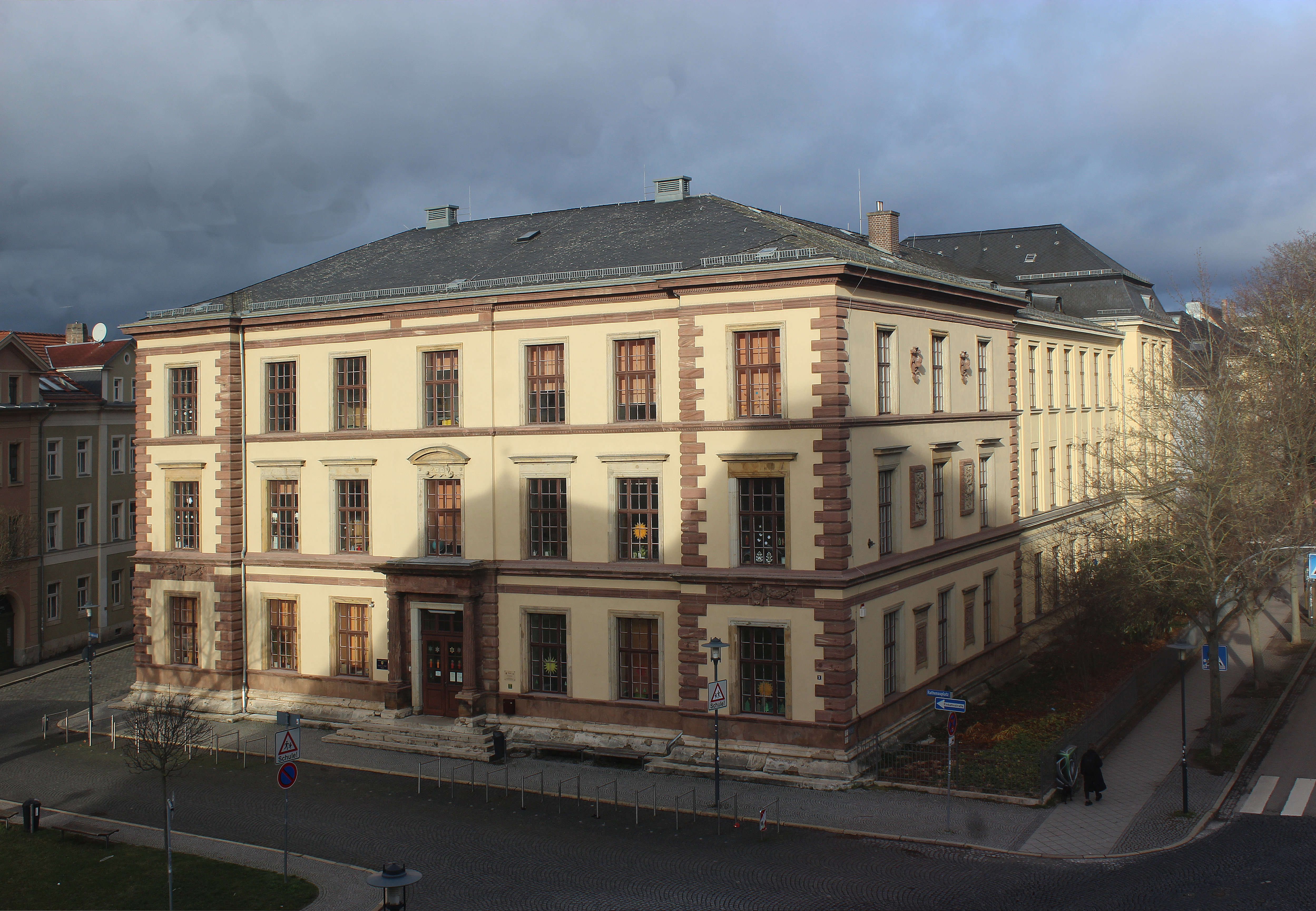
Althofs Arbeitsplatz: Das Realgymnasium zu Weimar, heute Grundschule „Johannes Falk“

Mit seiner Dissertation "Lautstand altsächsischer Eigennamen in westfälischen Urkunden des neunten bis elften Jahrhunderts" erlangte Hermann Althof 1979 die Doktorwürde an der Universität Jena.
Von 1889 bis zu seinem Tod im Alter von 51 Jahren war Althof als Lehrer am Großherzoglichen Realgymnasium in Weimar tätig. Zuvor hatte er bereits als Lehrer in Hannoversch Münden gearbeitet.
1879 veröffentlichte Hermann Althof sein Werk „Grammatik Altsächsischer Eigennamen“. Es behandelt die Struktur und Regeln der Namensbildung in der altsächsischen Sprache und richtet sich an Sprachwissenschaftler und Historiker. Das Buch enthält Beispiele und Erklärungen, die das Verständnis der altsächsischen Grammatik und Kultur erleichtern, und gilt als ein Referenzwerk in der Forschung zur altsächsischen Sprache.
Durch seine Bearbeitung des mittelalterlichen Heldengesangs „Waltharilied“ erlangte Althof bleibende Bedeutung. Seine Arbeit wurde in Fachkreisen als „schönes Beispiel deutscher Gelehrtenarbeit“ gewürdigt, insbesondere wegen seiner literarischen Analyse und seines ästhetischen Drucks. Darin übersetzte und erläuterte er die Urschrift literaturhistorisch und philologisch in Versform. In der Einleitung thematisiert er die Entstehung des Walthariliedes in der Abtei von St. Gallen, analysiert die Form (Hexameter) und erarbeitet Kommentare zur Verbreitung der Sage, zur Charakterisierung der Heldengestalten und zur biografischen Einordnung des Verfassers Ekkehard I.
Althof war auch bekannt für seine Sammlung von Kunstwerken und Handschriften. Sein Nachlass einschließlich dieser Sammlungen ist in verschiedenen deutschen Bibliotheken dokumentiert.

## Schriften
- Lautstand altsächsischer Eigennamen in westfälischen Urkunden des neunten bis elften Jahrhunderts (Dissertation, Universität Jena, 1879)[1]
- Grammatik altsächsischer Eigennamen in westfälischen Urkunden des neunten bis elften Jahrhunderts(1879)[3]
- Angilberts Leben und Dichtungen (Münden, 1888, Klugkist)[2]
- Über einige Stellen im Waltharius und die angelsächsischen Waldere-Fragmente in: Bericht über das 43. Schuljahr des Realgymnasiums zu Weimar (1899)[2]
- Das Waltharilied; ein Heldensang aus dem zehnten Jahrhundert, im Versmasse der Urschrift übersetzt und erläutert (1896, Leipzig, G. J. Göschen’sche Verlagsbuchhandlung)[6]
- Die alte Teutoburg (1905)[7]